# Gare de La Havane-Centrale
La gare de La Havane-Centrale (en espagnol : Estación Central de Ferrocarriles) est la gare ferroviaire principale de la ville de La Havane, à Cuba. Elle est exploitée par la compagnie nationale des Ferrocarriles de Cuba. La gare est fréquentées chaque années par près de douze millions de voyageurs. 

## Histoire
La gare a été construite en 1912 par l'architecte américain Kenneth MacKenzie Murchison, auteur de la Pennsylvania Station à New York ainsi que de la gare Union State à Jacksonville en Floride. La gare a été bâtie au bord de la baie de La Havane, sur emplacement de l'arsenal, au sein de la municipalité de La Habana Vieja. Comportant des éléments architecturaux inspirés de la Renaissance espagnole, elle est un élément du patrimoine culturel de La Havane. Les sommets des deux tours encadrant la façade sont percés de serliennes, référence à l'architecture de Serlio et de Palladio.

## Service des voyageurs

### Accueil

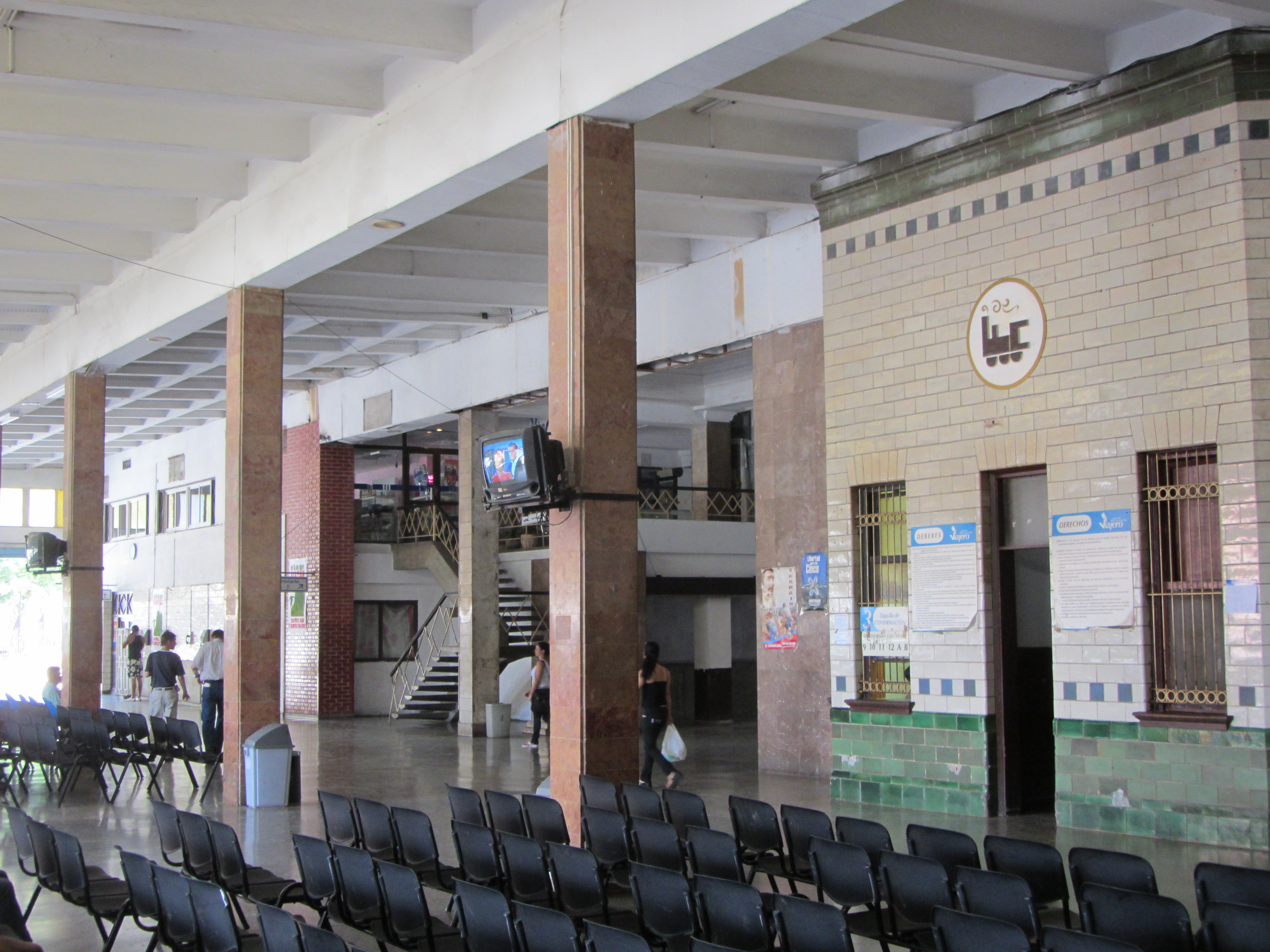
À l'intérieur de la gare.

Elle dispose d'un buffet (menu payable en peso convertible) et une cafétéria (payable en peso national). Il y a également dix postes de télévision pour permettre aux voyageurs de patienter en attendant un train.

### Intermodalité
Le parking de la gare est rempli par des bicyclettes et des vélos-pousse.